# Tour de Monaco
La tour de Monaco ou lo Portal est une porte de ville située à Mur-de-Barrez, en France. 

## Localisation
La porte de ville est située sur la commune de Mur-de-Barrez, dans le département français de l'Aveyron.

## Historique
Malgré son nom, elle est un témoignage du temps (après 1643) où Mur-de-Barrez était devenu avec tout le Carladez la propriété des princes de Monaco. Tour-porche, c'était la principale porte d'entrée dans la ville, c'est l'un des rares éléments subsistants de la fortification de la ville qui comprenait un rempart flanqué d'au moins quatre tours de défense (1437 convention entre Bonne de Berry et les habitants du Mur-de-Barrez). La destruction des fortifications et du château est décidée par Henri IV mais sera exécutée sous Louis XIII par ordonnance du 12 juin 1620. La Tour de Monaco est classée au titre des monuments historiques en 1913.
Le monument aux morts de la commune est érigé contre l'un des murs de la tour en 1923.